# Rangwapithecus
Rangwapithecus es un género extinto de primate catarrino perteneciente a la familia Proconsulidae que existió durante el Mioceno entre hace 20 y 19 millones de años.

## Descripción
Con un peso aproximado de 15 kg; el tamaño de los dientes y la forma indican que este catarrino era un folívoro. Viviò a inicios del Mioceno, se cree que tenía hábitos arbóreos que le permitiò adaptarse a los hábitats selváticos como los de la Isla Mfangano; sin embargo, previamente vivió en hábitats en zonas transición entre bosques y zonas arbustivas.

## Taxonomía
Eran simpátricos con Proconsul, ambos géneros se clasifican dentro de la familia Proconsulidae, e incluso se clasificaron como Proconsul gordoni y Proconsul vancouveringi. Es similar a otras especies que se encuentran en África. Rangwapithecus gordoni y P. africanus eran de tamaño similar, aunque diferían morfológicamente y se restringían a las regiones de Koru y Songhur en Kenia. El género previamente se había reclasificado, ubicándolo como antepasado de los orangutanes, en lugar de seguir un curso evolutivo similar a los homínidos, considerándose para entonces sinónimo de Sivapithecus.